# Ингвалл, Билл
Уильям Рэй Ингвалл-младший (родился 27 июля 1957 года) — американский стендап-комик, актер и телеведущий. Ингвалл выпустил ряд альбомов стендап-комедий на Warner Records и несуществующей BNA Records. Его самый коммерчески успешный альбом — дебютный альбом 1996 года  Here’s Your Sign, получивший платиновый статус от Ассоциации звукозаписывающей индустрии Америки.
Лауреат American Comedy Awards (1992), номинант на «Грэмми» (2007) за лучший комедийный альбом.

## Биография
Его отец был флотским врачом, который затем перешёл к частной практике.

## Личная жизнь
Женат на Гейл. Есть дочь и сын.